# Seznam zápasů belgické fotbalové reprezentace na MS
Belgická fotbalová reprezentace byla celkem 14x na mistrovstvích světa ve fotbale a to v letech 1930, 1934, 1938, 1954, 1970, 1982, 1986, 1990, 1994, 1998, 2002, 2014, 2018, 2022.
- Aktualizace po MS 2022 - Počet utkání - 51 - Vítězství - 22x - Remízy - 9x - Prohry - 20x

| Číslo | Soupeř         | Výsledek           | MS      | Fáze turnaje             | Góly Belgie                                                                                     |
| ----- | -------------- | ------------------ | ------- | ------------------------ | ----------------------------------------------------------------------------------------------- |
| 1.    | USA            | 0 – 3              | MS 1930 | základní skupina 4       | Ne                                                                                              |
| 2.    | Paraguay       | 0 – 1              | MS 1930 | základní skupina 4       | Ne                                                                                              |
| 3.    | Německo        | 2 – 5              | MS 1934 | první kolo               | Bernard Voorhoof (2)                                                                            |
| 4.    | Francie        | 1 – 3              | MS 1938 | první kolo               | Henri Isemborghs                                                                                |
| 5.    | Anglie         | 4 – 4 (PP)         | MS 1954 | základní skupina D       | Léopold Anoul (2), Henri Coppens, Jimmy Dickinson (vlastní ENG)                                 |
| 6.    | Itálie         | 1 – 4              | MS 1954 | základní skupina D       | Léopold Anoul                                                                                   |
| 7.    | Salvador       | 3 – 0              | MS 1970 | základní skupina A       | Wilfried Van Moer (2), Raoul Lambert (penalta)                                                  |
| 8.    | Sovětský svaz  | 1 – 4              | MS 1970 | základní skupina A       | Raoul Lambert                                                                                   |
| 9.    | Mexiko         | 0 – 1              | MS 1970 | základní skupina A       | Ne                                                                                              |
| 10.   | Argentina      | 1 – 0              | MS 1982 | základní skupina 3       | Erwin Vandenbergh                                                                               |
| 11.   | Salvador       | 1 – 0              | MS 1982 | základní skupina 3       | Ludo Coeck                                                                                      |
| 12.   | Maďarsko       | 1 – 1              | MS 1982 | základní skupina 3       | Alexandre Czerniatynski                                                                         |
| 13.   | Polsko         | 0 – 3              | MS 1982 | druhá skupinová fáze - A | Ne                                                                                              |
| 14.   | Sovětský svaz  | 0 – 1              | MS 1982 | druhá skupinová fáze - A | Ne                                                                                              |
| 15.   | Mexiko         | 1 – 2              | MS 1986 | základní skupina B       | Erwin Vandenbergh                                                                               |
| 16.   | Irák           | 2 – 1              | MS 1986 | základní skupina B       | Enzo Scifo, Nico Claesen (penalta)                                                              |
| 17.   | Paraguay       | 2 – 2              | MS 1986 | základní skupina B       | Franky Vercauteren, Daniel Veyt                                                                 |
| 18.   | Sovětský svaz  | 4 – 3 (PP)         | MS 1986 | osmifinále               | Enzo Scifo, Jan Ceulemans, Stéphane Demol, Nico Claesen                                         |
| 19.   | Španělsko      | 1 – 1 (pen. 5 - 4) | MS 1986 | čtvrtfinále              | Jan Ceulemans penalty: Nico Claesen, Enzo Scifo, Hugo Broos, Patrick Vervoort, Leo Van Der Elst |
| 20.   | Argentina      | 0 – 2              | MS 1986 | semifinále               | Ne                                                                                              |
| 21.   | Francie        | 2 – 4 (PP)         | MS 1986 | o 3. místo               | Jan Ceulemans, Nico Claesen                                                                     |
| 22.   | Jižní Korea    | 2 – 0              | MS 1990 | základní skupina E       | Marc Degryse, Michel De Wolf                                                                    |
| 23.   | Uruguay        | 3 – 1              | MS 1990 | základní skupina E       | Lei Clijsters, Enzo Scifo, Jan Ceulemans                                                        |
| 24.   | Španělsko      | 1 – 2              | MS 1990 | základní skupina E       | Patrick Vervoort                                                                                |
| 25.   | Anglie         | 0 – 1 (PP)         | MS 1990 | osmifinále               | Ne                                                                                              |
| 26.   | Maroko         | 1 – 0              | MS 1994 | základní skupina F       | Marc Degryse                                                                                    |
| 27.   | Nizozemsko     | 1 – 0              | MS 1994 | základní skupina F       | Philippe Albert                                                                                 |
| 28.   | Saúdská Arábie | 0 – 1              | MS 1994 | základní skupina F       | Ne                                                                                              |
| 29.   | Německo        | 2 – 3              | MS 1994 | osmifinále               | Georges Grün, Philippe Albert                                                                   |
| 30.   | Nizozemsko     | 0 – 0              | MS 1998 | základní skupina E       | Ne                                                                                              |
| 31.   | Mexiko         | 2 – 2              | MS 1998 | základní skupina E       | Marc Wilmots (2)                                                                                |
| 32.   | Jižní Korea    | 2 – 2              | MS 1998 | základní skupina E       | Luc Nilis                                                                                       |
| 33.   | Japonsko       | 2 – 2              | MS 2002 | základní skupina H       | Marc Wilmots, Peter Van Der Heyden                                                              |
| 34.   | Tunisko        | 1 – 1              | MS 2002 | základní skupina H       | Marc Wilmots                                                                                    |
| 35.   | Rusko          | 3 – 2              | MS 2002 | základní skupina H       | Johan Walem, Wesley Sonck, Marc Wilmots                                                         |
| 36.   | Brazílie       | 0 – 2              | MS 2002 | osmifinále               | Ne                                                                                              |
| 37.   | Alžírsko       | 2 – 1              | MS 2014 | základní skupina H       | Marouane Fellaini, Dries Mertens                                                                |
| 38.   | Rusko          | 1 – 0              | MS 2014 | základní skupina H       | Divock Origi                                                                                    |
| 39.   | Jižní Korea    | 1 – 0              | MS 2014 | základní skupina H       | Jan Vertonghen                                                                                  |
| 40.   | USA            | 2 – 1 (PP)         | MS 2014 | osmifinále               | Kevin De Bruyne, Romelu Lukaku                                                                  |
| 41.   | Argentina      | 0 – 1              | MS 2014 | čtvrtfinále              | Ne                                                                                              |
| 42.   | Panama         | 3 – 0              | MS 2018 | základní skupina G       | 2x Romelu Lukaku, Dries Mertens                                                                 |
| 43.   | Tunisko        | 5 – 2              | MS 2018 | základní skupina G       | 2x Eden Hazard (1 + 1 pokutový kop), 2x Romelu Lukaku, Michy Batshuayi                          |
| 44.   | Anglie         | 1 – 0              | MS 2018 | základní skupina G       | Adnan Januzaj                                                                                   |
| 45.   | Japonsko       | 3 – 2              | MS 2018 | osmifinále               | Jan Vertonghen, Marouane Fellaini, Nacer Chadli                                                 |
| 46.   | Brazílie       | 2 – 1              | MS 2018 | čtvrtfinále              | Fernandinho (vlastní branka BRA), Kevin De Bruyne                                               |
| 47.   | Francie        | 0 – 1              | MS 2018 | semifinále               | Ne                                                                                              |
| 48.   | Anglie         | 2 – 0              | MS 2018 | o 3. místo               | Thomas Meunier, Eden Hazard                                                                     |
| 49.   | Kanada         | 1 – 0              | MS 2022 | základní skupina F       | Michy Batshuayi                                                                                 |
| 50.   | Maroko         | 0 – 2              | MS 2022 | základní skupina F       | Ne                                                                                              |
| 51.   | Chorvatsko     | 0 – 0              | MS 2022 | základní skupina F       | Ne                                                                                              |